# M17 (nébuleuse)
Pour les articles homonymes, voir M17.
M17 (NGC 6618), également connue sous les noms de nébuleuse Oméga, du Cygne, du Fer à Cheval ou le Homard dans l'hémisphère sud(malgré le risque de confusion avec NGC 6357, la nébuleuse du Homard), est une nébuleuse en émission renfermant un très jeune amas ouvert âgé d'à peine un million d'années.

## Histoire, les nombreux noms de M17
M17 a été découverte par l'astronome suisse Jean Philippe Loys de Cheseaux en 1745, mais cette découverte a été peu diffusée. Ainsi, Charles Messier l'a redécouverte indépendamment le 3 juin 1764 et il l'a inscrite comme la 17e entrée dans son catalogue.

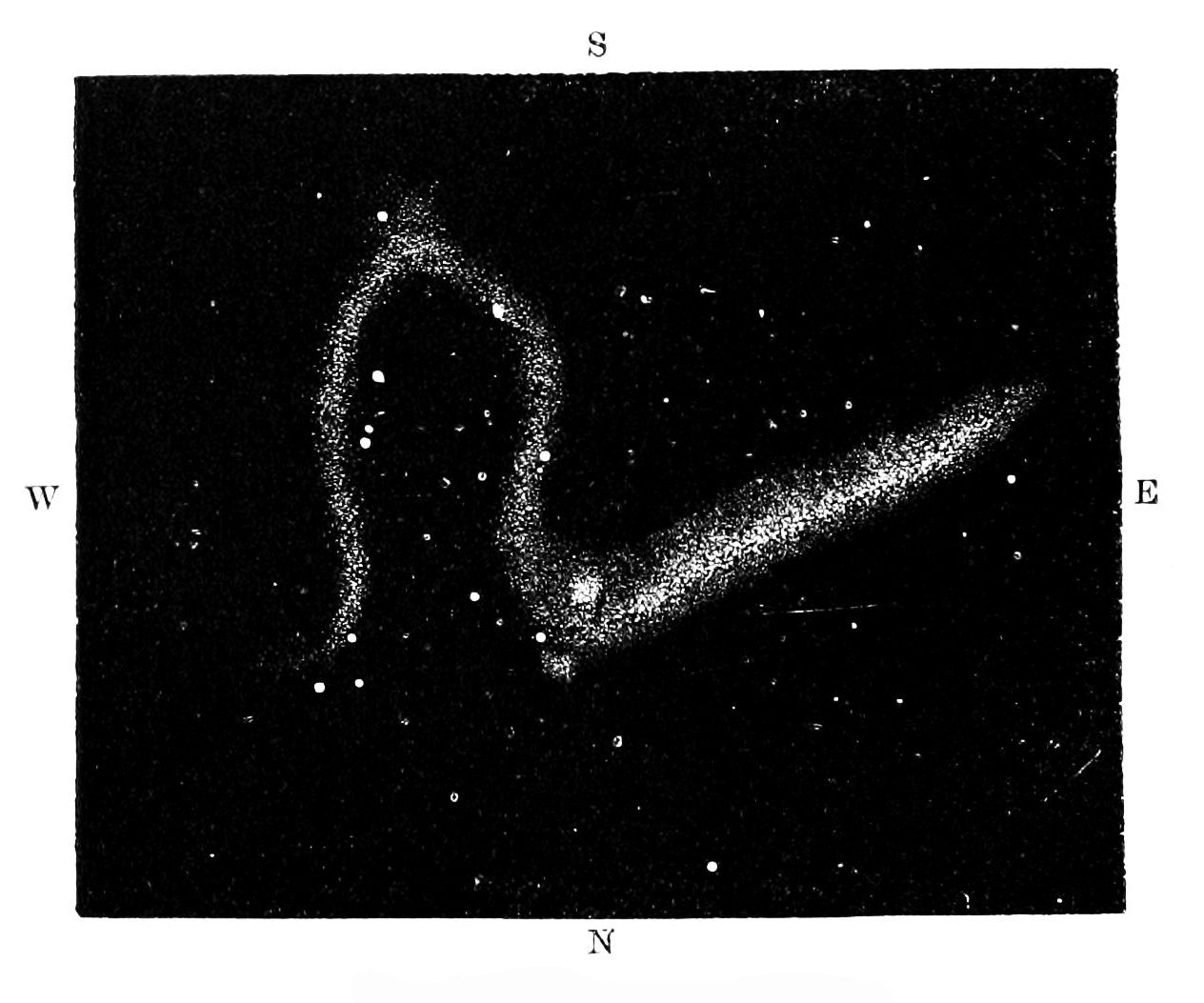
La représentation de la nébuleuse M17 par John Herschel en 1833.

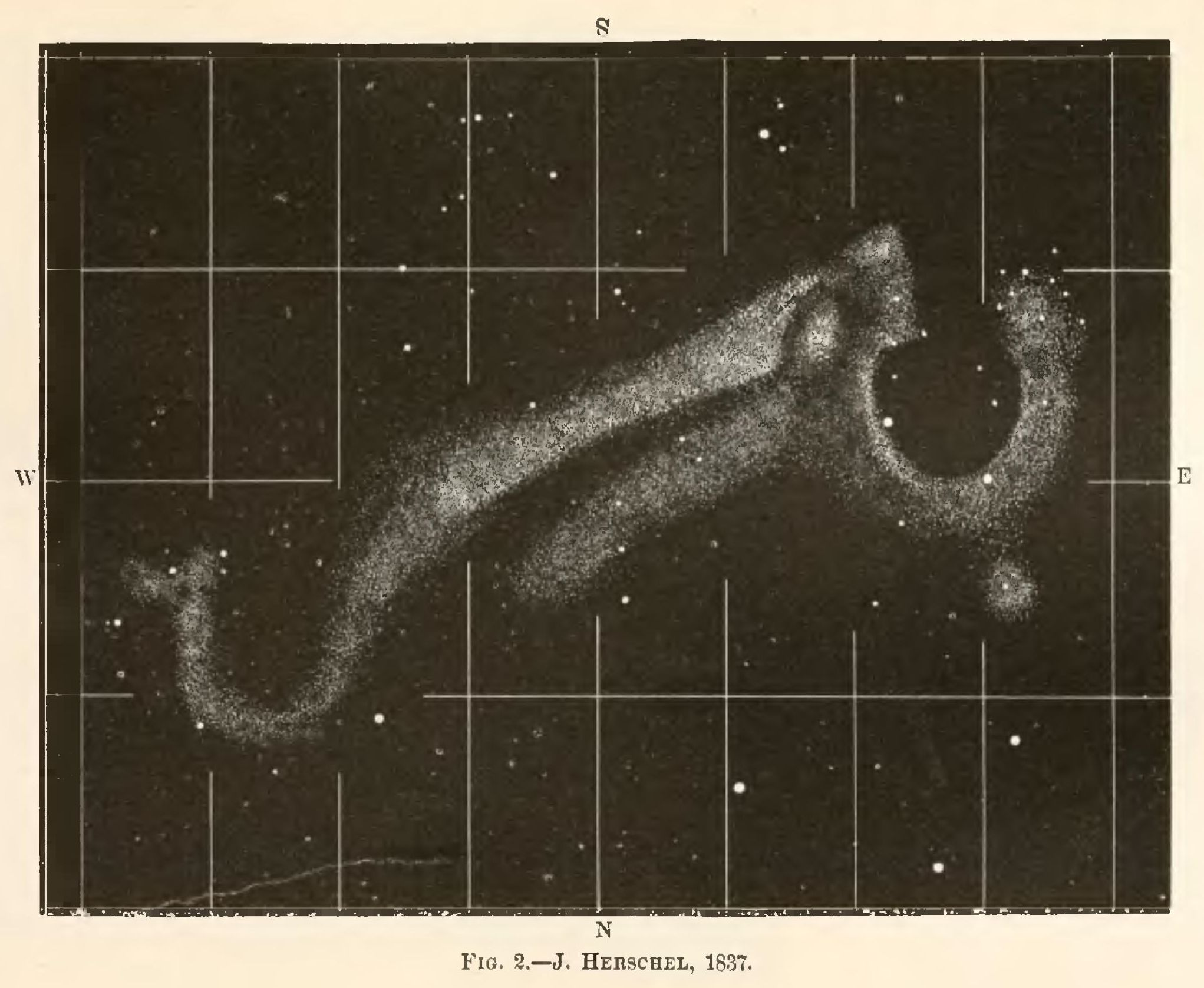
Le deuxième dessin d'Herschel en 1837. Herschel réfère à la nébuleuse comme d'un fer à cheval dans les commentaires accompagnant ce dessin.

C'est John Herschel qui a commencé l'histoire des noms de M17 en la comparant sur le dessin qu'il a fait à la lettre grecque oméga (Ω). Comme ce dessin et le suivant fait en 1837 ressemblent aussi à un fer à cheval, Herschel a utilisé alternativement ces deux noms. Certains y voit la marque aussi que l'on inscrit dans un petit carré, une coche et d'autres reconnaissent un cygne lorsqu'il l'observe avec un petit télescope. Des observateurs de l'hémisphère sud l'appellent « le Homard », une paréidolie dépendant vraiment de l'orientation de l'observateur surtout pour un objet relativement rapproché.

## Caractéristiques

### Distance, taille  et masse
Selon une récente publication basée sur les mesures de la parallaxe des étoiles par le satellite Gaia, M17 est à une distance de 1680+130
-110 pc, soit entre 5 100 et 5 900 années-lumière. Puisque la taille apparente de la nébuleuse dans sa plus grande dimension est de 20 minutes d'arc, cela correspond par un calcul simple à une taille réelle comprise entre 30 et 34 années-lumière. 
La masse totale de gaz dans la nébuleuse est estimée à environ 800 masses solaires.

### Naissance des étoiles

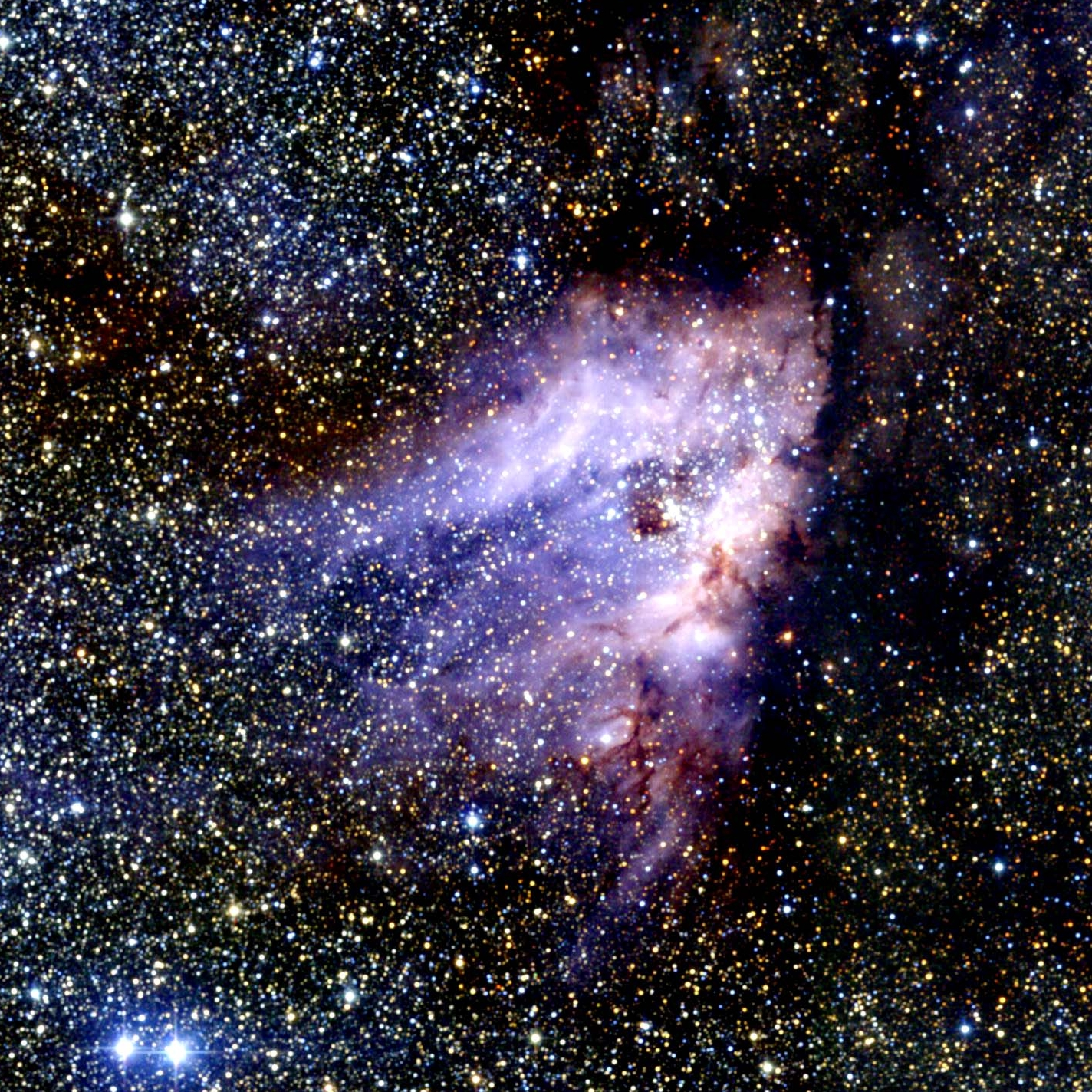
Image en infrarouge de M17 captée par relevé 2MASS.

M17 est une région HII qui renferme un énorme amas ouvert qui nous est caché. Certain le désigne comme NGC 6618 afin sans doute de ne pas confondre avec M17, même s'il s'agit du même objet pour la majorité des sources consultées. M17 a connu trois phases de formation d'étoiles. La première phase a produit environ 2000 étoiles il y a entre 2 et 5 millions d'années. Cette phase a été suivi d'une compression du milieu qui a donné naissance à environ 12 000 étoiles. Ces étoiles sont malheureusement cachées dans les gaz de la nébuleuse et sont mieux visibles en infrarouge. Une troisième phase de formation d'étoiles est en cours dans les régions externes de M17 et elle implique quelque 1000 étoiles,
Plusieurs étoiles massives sont nées dans cette dernière phase. Plusieurs étoiles de type O massives, entre 5 et 20 masses solaires, ont été identifiées en périphérie de la nébuleuse. Plusieurs étoiles montrent en infrarouge des masses excédant 60 {\displaystyle M_{\odot }} et elles sont très près de l'âge théorique zéro d'étoiles de la séquence principale.

## Observation

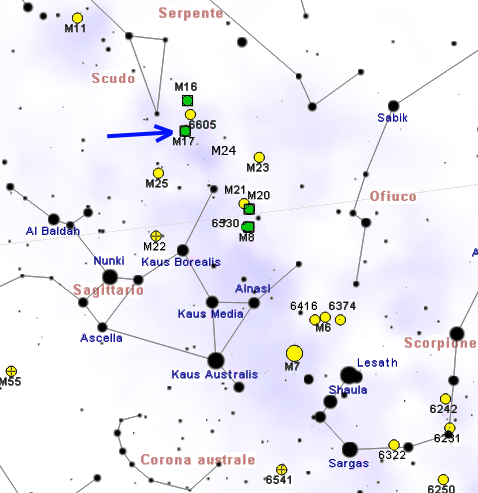
M17 est située au sud de M16

Avec une magnitude visuelle de 6,0, M17 est à la limite visuelle de l'œil humain. La nébuleuse est donc tout juste visible à l'œil nu dans des conditions d'observations très favorables. On peut cependant localiser très facilement cette nébuleuse ainsi que l'amas voisin M16 avec des jumelles.   

## Galerie

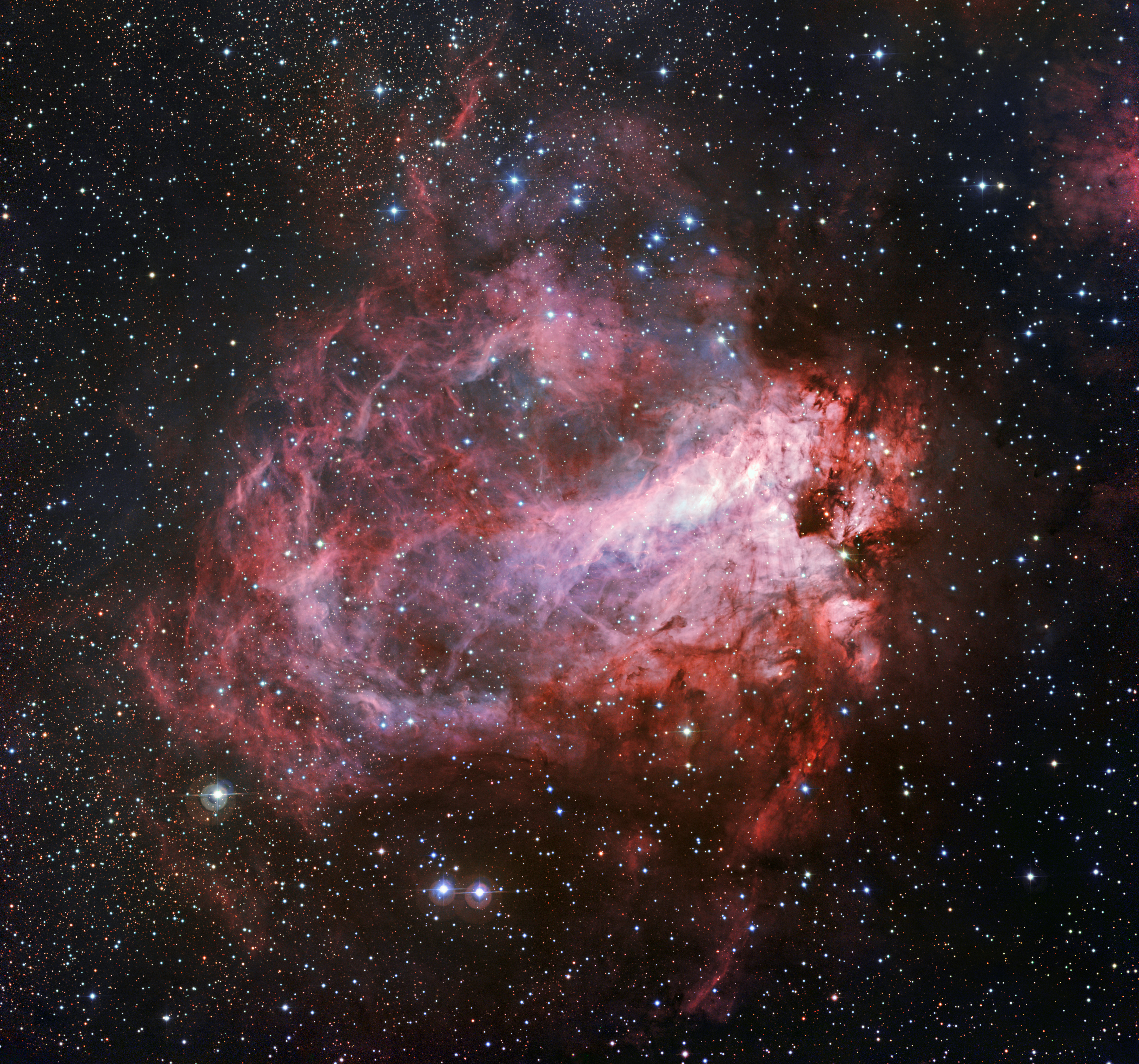
Cette image à large champ a été captée par l'instrument WFI du télescope de 2,2 mètres MPG-ESO de l'observatoire de La Silla. (ESO).
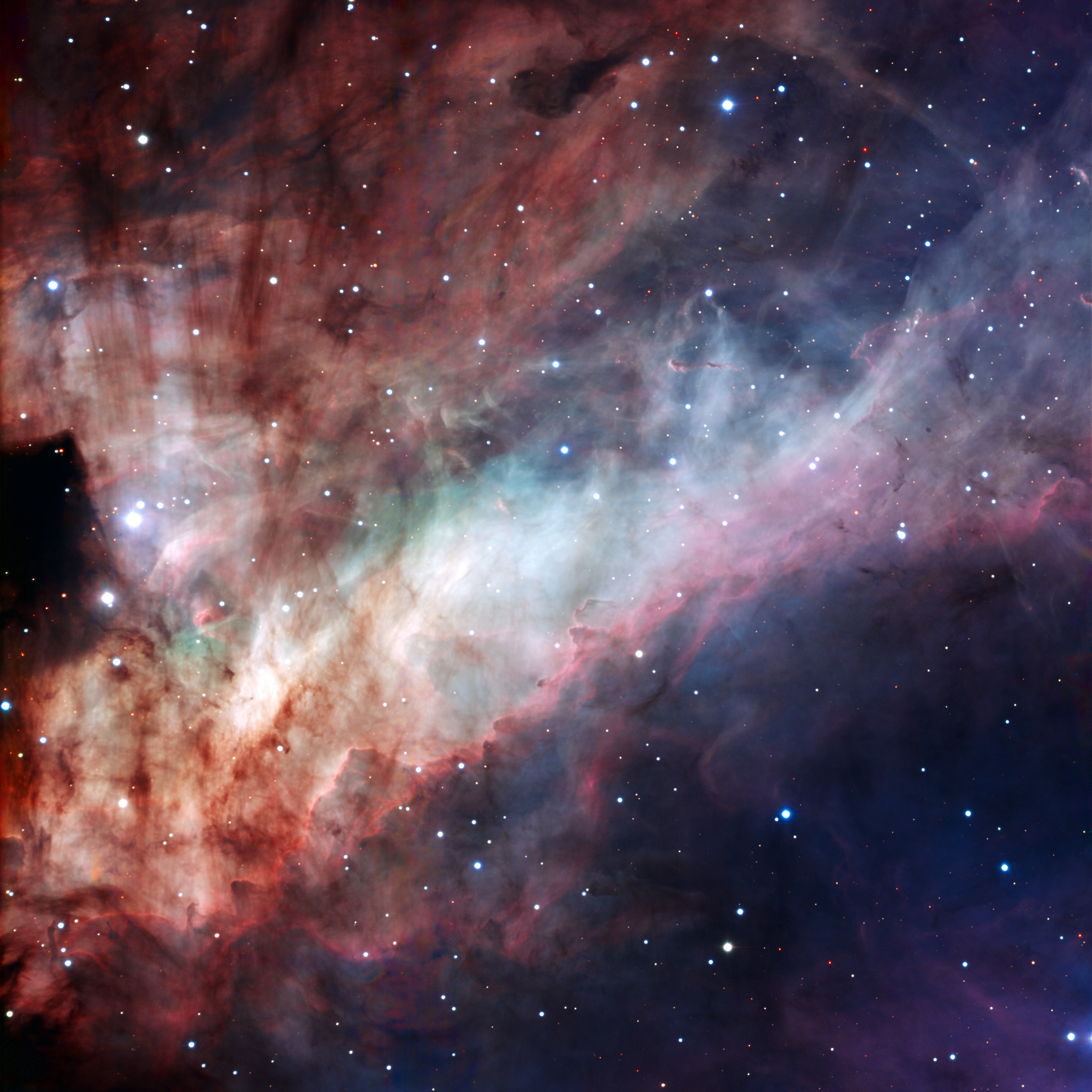
Autre image prise à l'Observatoire de La Silla. Elle a été captée télescope NTT (New Technology Telescope de 3,58 mètres. (ESO).
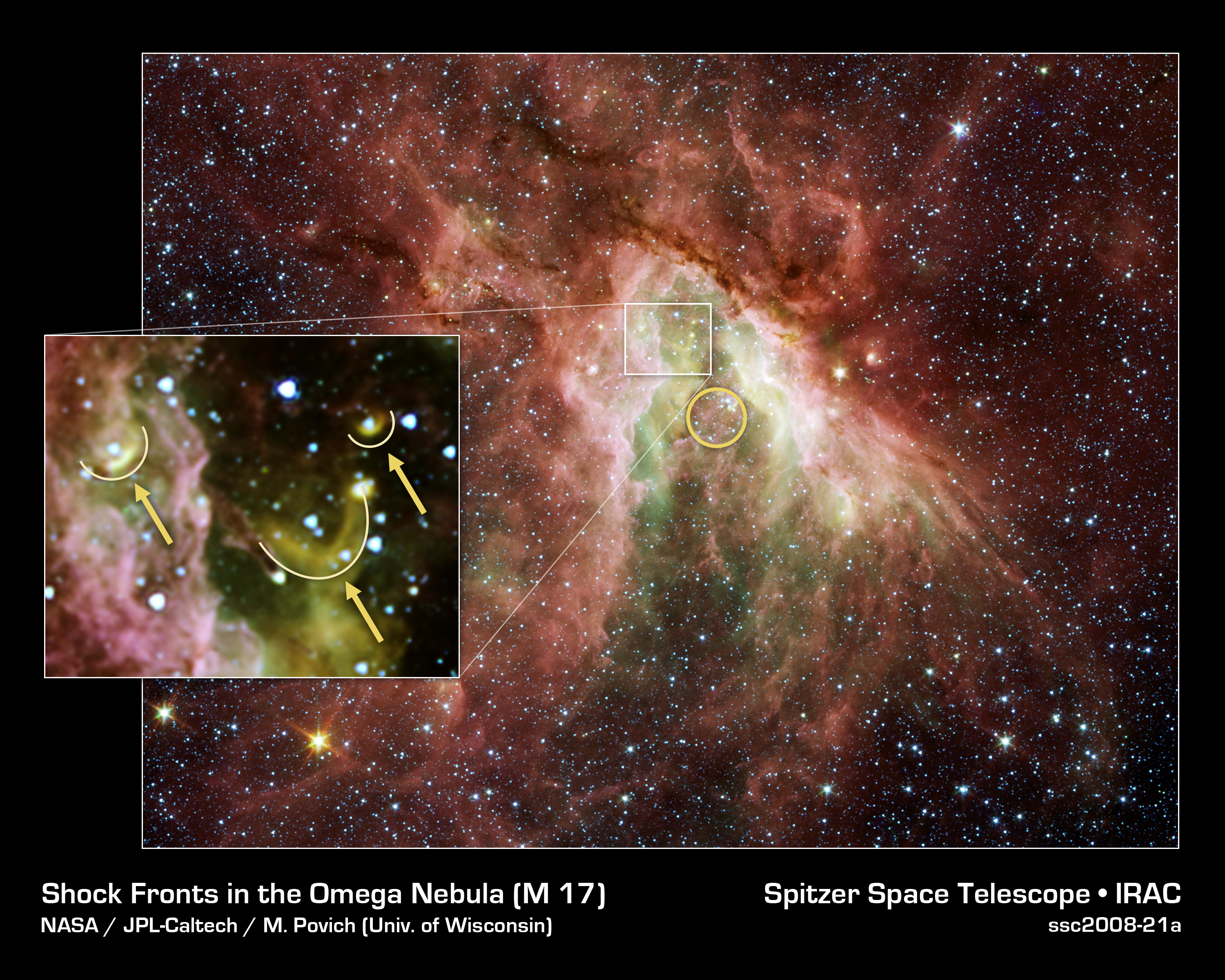
Cette image provenant des données captées dans le domaine de l'infrarouge par le télescope spatial Spitzer nous montre trois ondes de choc composé de gaz compressé et de poussière.
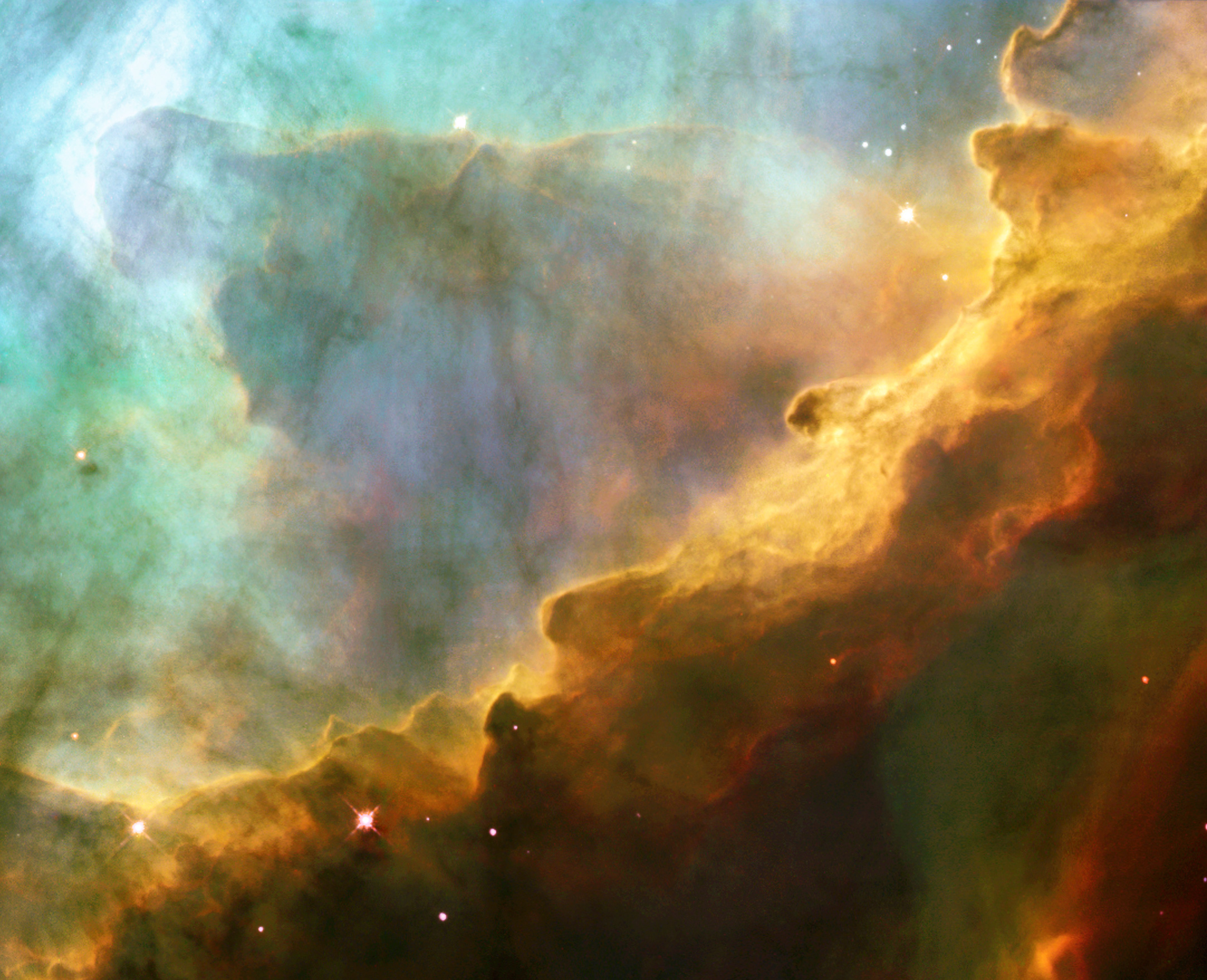
Cette image de M17 a été captée par le télescope spatial Hubble en mai 1999.
- Vidéo réalisée par lESO.
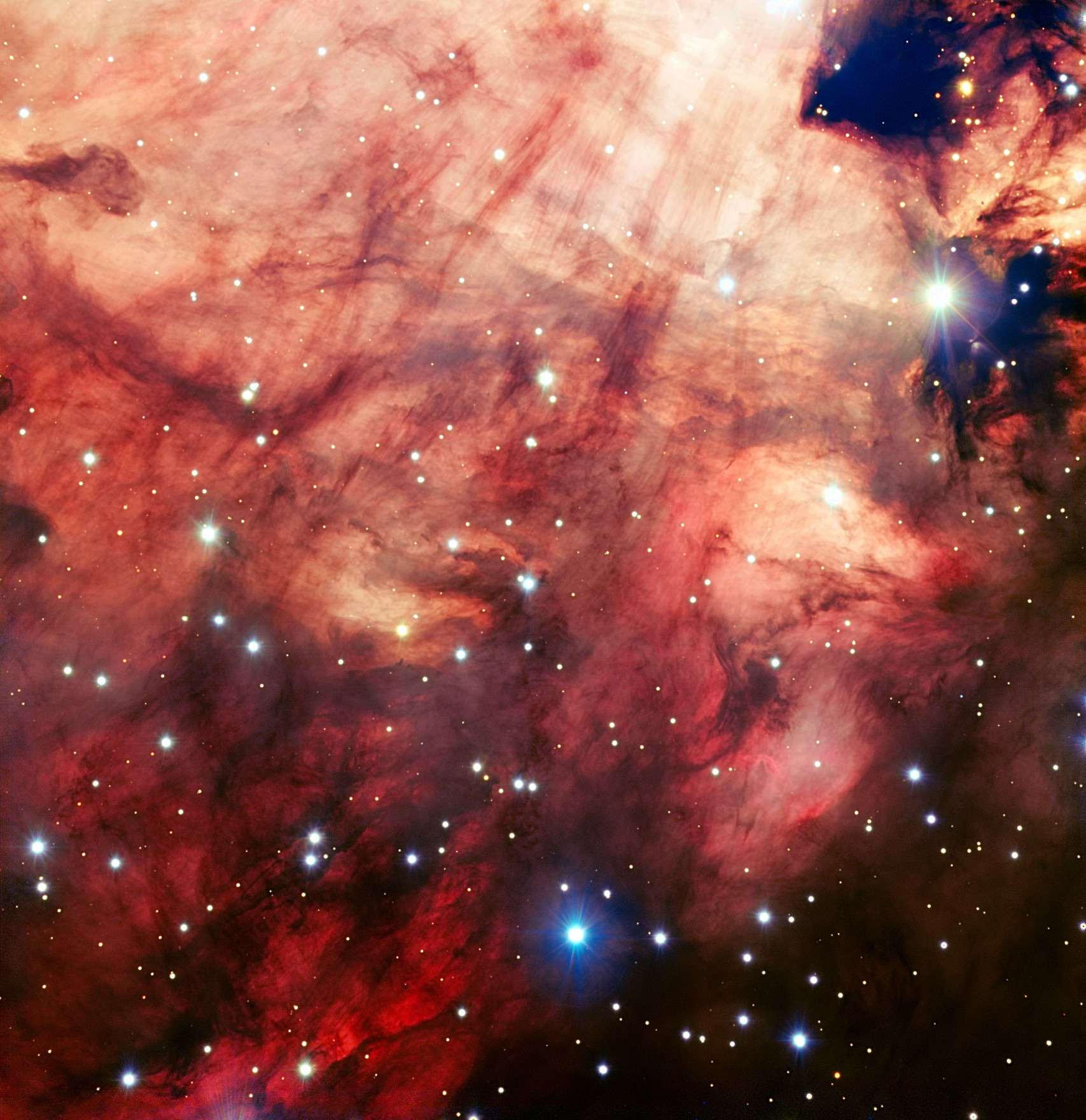
Zoom sur une région de M17 par le Très Grand Télescope de l'Observatoire du Cerro Paranal. (ESO).
Cette image a été captée dans l'infrarouge par l'Observatoire stratosphérique pour l'astronomie infrarouge (SOFIA). Elle a permis de détecter neuf nouvelle protoétoiles[12].
La nébuleuse Oméga à gauche, la nébuleuse de l'Aigle au centre et Sharpless 2-54 à droite. (VLT Survey Telescope (VST) de l'Observatoire du Cerro Paranal).
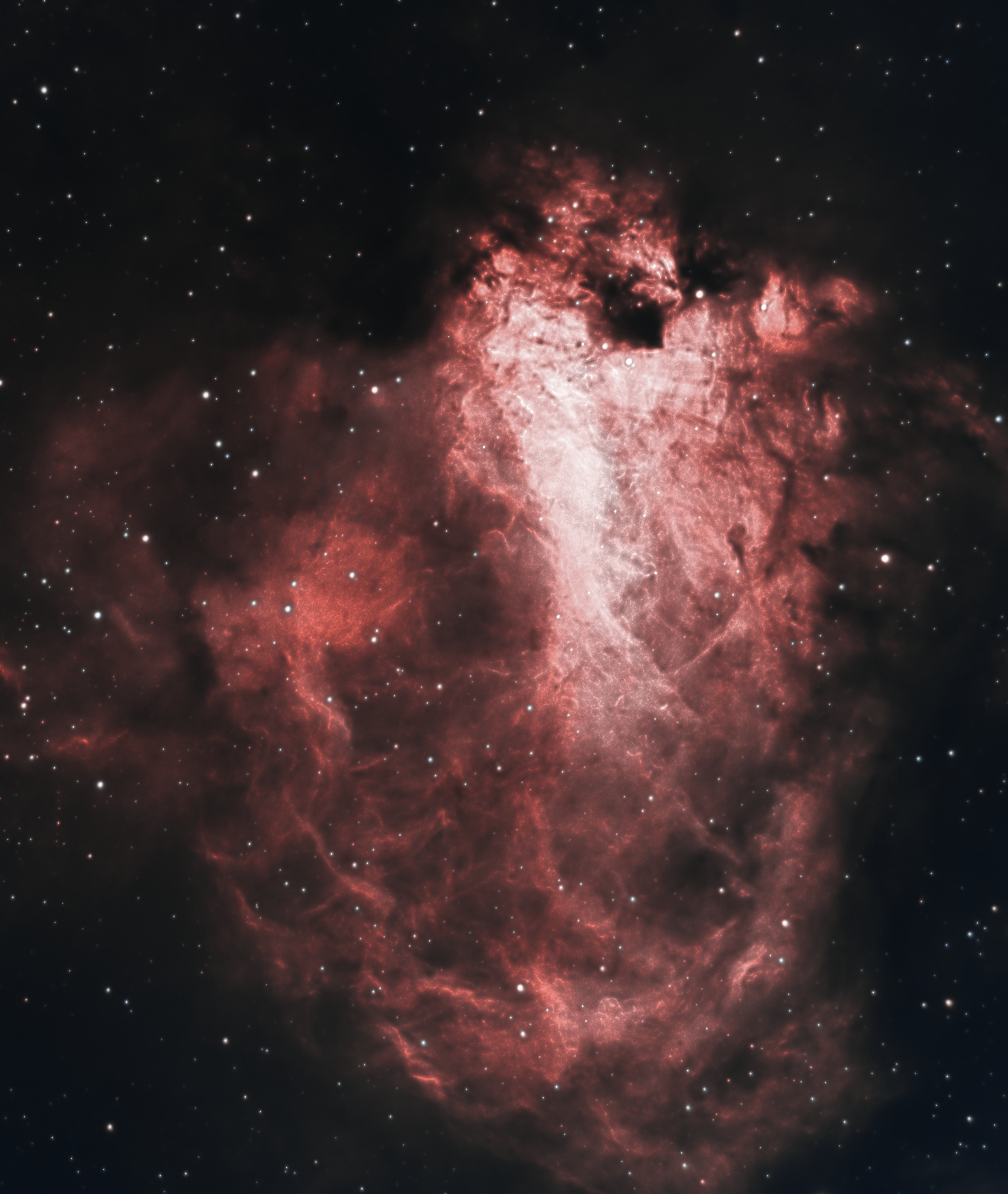
Image de M17 réalisée avec un télescope amateur.
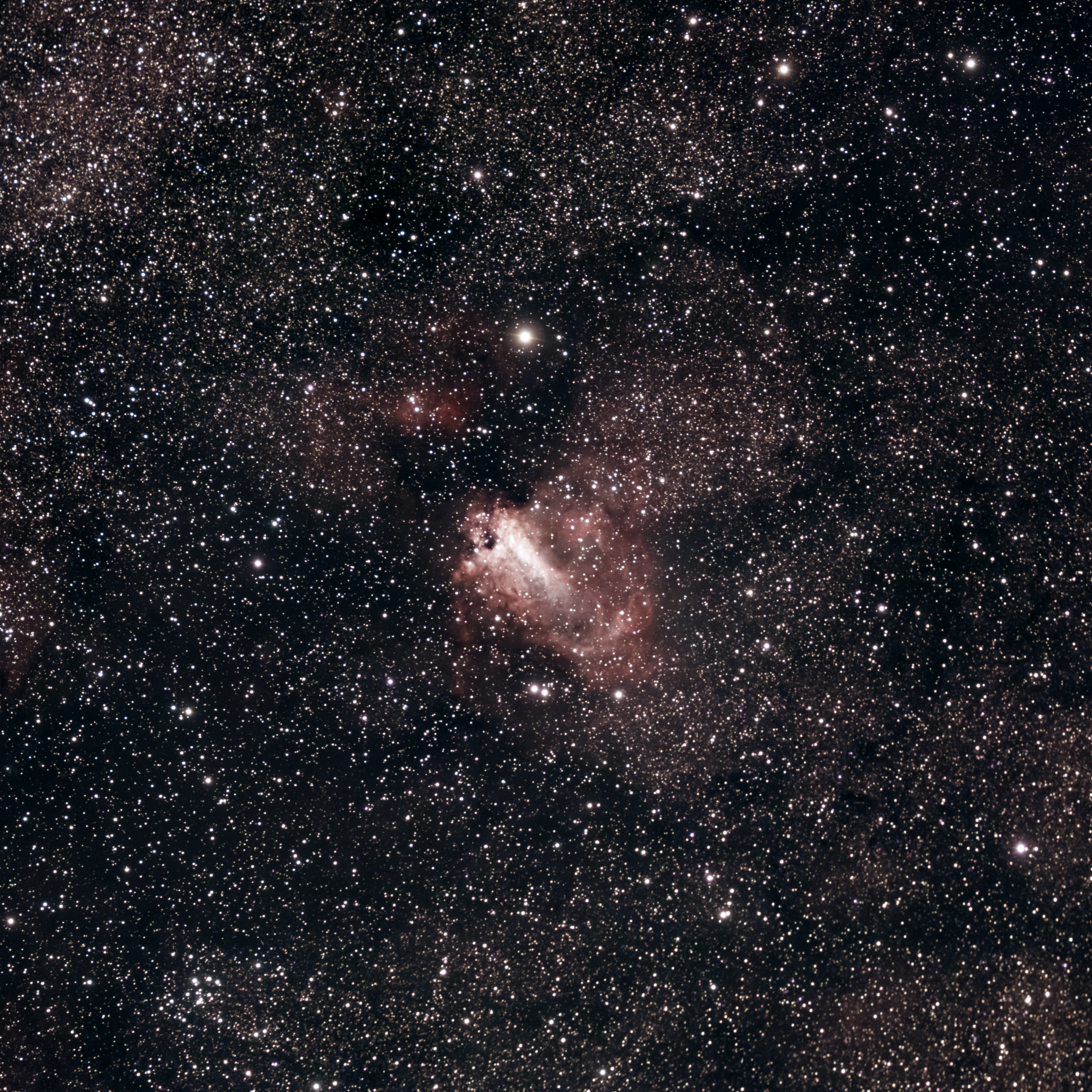
Autre image de M17 captée par un petit télescope.